# Tennistoernooi van Rome 1999
Het tennistoernooi van Rome van 1999 werd van 3 tot en met 16 mei 1999 gespeeld op de gravelbanen van het Foro Italico in de Italiaanse hoofdstad Rome. De officiële naam van het toernooi was Italian Open.
Het toernooi bestond uit twee delen:
- WTA-toernooi van Rome 1999, het toernooi voor de vrouwen, van 3 tot en met 9 mei
- ATP-toernooi van Rome 1999, het toernooi voor de mannen, van 10 tot en met 16 mei

ATP-toernooi van Rome – WTA-toernooi van Rome

1990 · 1991 · 1992 · 1993 · 1994 · 1995 · 1996 · 1997 · 1998 · 1999 · 2000 · 2001 · 2002 · 2003 · 2004 · 2005 · 2006 · 2007 · 2008 · 2009 · 2010 · 2011 · 2012 · 2013 · 2014 · 2015 · 2016 · 2017 · 2018 · 2019 · 2020 · 2021 · 2022 · 2023 · 2024